# John McClane
John McClane è un personaggio immaginario, protagonista della serie di film Die Hard, interpretato da Bruce Willis. Nel primo film della saga McClane interpreta un semplice agente di Polizia, nel secondo e nel terzo è tenente e nel quarto episodio il personaggio è divenuto detective.
Il personaggio di McClane originariamente è stato ispirato da quello del detective Joe Leland del romanzo Nulla è eterno, Joe di Roderick Thorp, da cui è stata attinta la trama di Trappola di cristallo, ma con il proseguimento della serie ha sviluppato caratteristiche proprie.
Un'altra delle fonti di ispirazione nella creazione del personaggio è stata sicuramente la figura del cow boy dei western di John Ford, da cui ha anche origine una delle gag ricorrenti della serie, ovvero il continuo riferirsi a McClane come cow boy o John Wayne da parte dei suoi nemici. Nei combattimenti McClane utilizza essenzialmente la sua pistola d'ordinanza Beretta 92, ma in caso di necessità non esita a servirsi delle armi dei nemici uccisi (solitamente un MP5). Nel quarto capitolo della saga la rimpiazza con la più moderna Beretta PX4 Storm, mentre nell'ultimo capitolo utilizza solo un MP5.

## Caratteristiche del personaggio
Caratteristica del personaggio di McClane è quella di essere un agente comune e non un eroe o un incaricato speciale: a differenza di altri personaggi immaginari come James Bond, egli agisce spesso d'istinto, senza avere un piano sofisticato sul quale basarsi, e finisce col pentirsi delle azioni folli da lui compiute. Sono frequenti nella serie Die Hard scene, alle volte comiche, che vedono McClane urlare frasi come "Che idea del cazzo!" quando ormai è lanciato a tutta velocità in auto o ha già innescato un meccanismo che non può più essere interrotto.
McClane nelle sue avventure indossa vestiti da civile e non da agente di Polizia. Egli inoltre arriva alla fine delle sue avventure con i vestiti sporchi e macchiati di sangue, sia suo che non, e con evidenti ferite sul suo corpo; per continuare il paragone, si crea un'immagine del personaggio che è completamente l'opposto di quella alla 007 in smoking e quasi sempre composto.
Altra caratteristica del personaggio è il suo carattere particolarmente irriverente e volgare: egli infatti non ha rispetto per i suoi superiori e fa sempre a modo suo; inoltre enfatizza spesso i concetti che vuole esprimere con l'ausilio di un linguaggio scurrile e offensivo. Questo linguaggio viene usato indifferentemente sia verso i propri alleati (spesso centralinisti della Polizia che non capiscono la gravità della situazione in cui egli si trova) sia verso i nemici (ad esempio quando viene stabilito un contatto telefonico egli assicura loro che andrà lì di persona per "pigliarli a calci nel culo").
È nato a New York il 23 maggio 1955.

## Abilità
Nonostante sia solo un semplice poliziotto McClane vanta uno stile di combattimento di strada che, seppur rozzo e privo di alcuna tecnica, è molto efficace e, unito alla sua buona stella e ad un pizzico di improvvisazione, gli permette di affrontare avversari molto più pericolosi ed addestrati come mercenari, assassini, artisti marziali e membri delle forze speciali. È anche molto abile con qualsiasi arma da fuoco ed è dotato di un'intelligenza molto spiccata che gli permette di valutare la situazione ed uscire fuori dai guai.

## Apparizioni
- Die Hard - Trappola di cristallo, regia di John McTiernan (1988)
- Die Hard 2 - 58 minuti per morire, regia di Renny Harlin (1990)
- Palle in canna, regia di Gene Quintano (1993) - cameo
- Die Hard - Duri a morire, regia di John McTiernan (1995)
- Die Hard - Vivere o morire, regia di Len Wiseman (2007)
- Die Hard - Un buon giorno per morire, regia di John Moore (2013)